# Lambert von Werle
Lambert von Werle SOCist (* in Greifswald; † 21. Dezember 1500 im Kloster Eldena) war Abt des Klosters Eldena.

## Leben
Er entstammte einer Greifswalder Familie, die zeitweise im Stadtrat vertreten war. Lambert wurde 1477 erstmals namentlich als Angehöriger des Konvents erwähnt. Ab 1479 war er Hofmeister der Klostergüter auf Rügen (Mönchgut). 
1486 wurde er nach dem Tod des Abtes Nikolaus III. von einem Teil des Konvents als dessen Nachfolger nominiert, jedoch konnte sich die Gegenpartei durchsetzen, die Gregor Groper zum neuen Abt wählte. Nachdem Groper mit seinem zügellosen Lebenswandel Anstoß erregte und die Güter des Klosters verschwendete, wurde er mit Unterstützung des pommerschen Herzogs Bogislaw X. abgesetzt und starb 1491 im Kerker. Lambert von Werle, nach der Absetzung 1490 zum Abt gewählt, musste einen langwierigen Prozess gegen die Freunde Gropers führen, der 1494 von der Römischen Kurie zu seinen Gunsten entschieden wurde.
In seinen weiteren Amtsjahren arbeitete er an der Beseitigung der durch seinen Vorgänger verursachten Schäden und vertrat das Kloster als Prälat auf den pommerschen Landtagen. Nach seinem Tod wurde er in der Eldenaer Klosterkirche beigesetzt. Auf seiner Grabplatte wurde auch sein Hund Ajax abgebildet. Sie ist im Pommerschen Landesmuseum Greifswald ausgestellt.